# Malarstwo rodzajowe

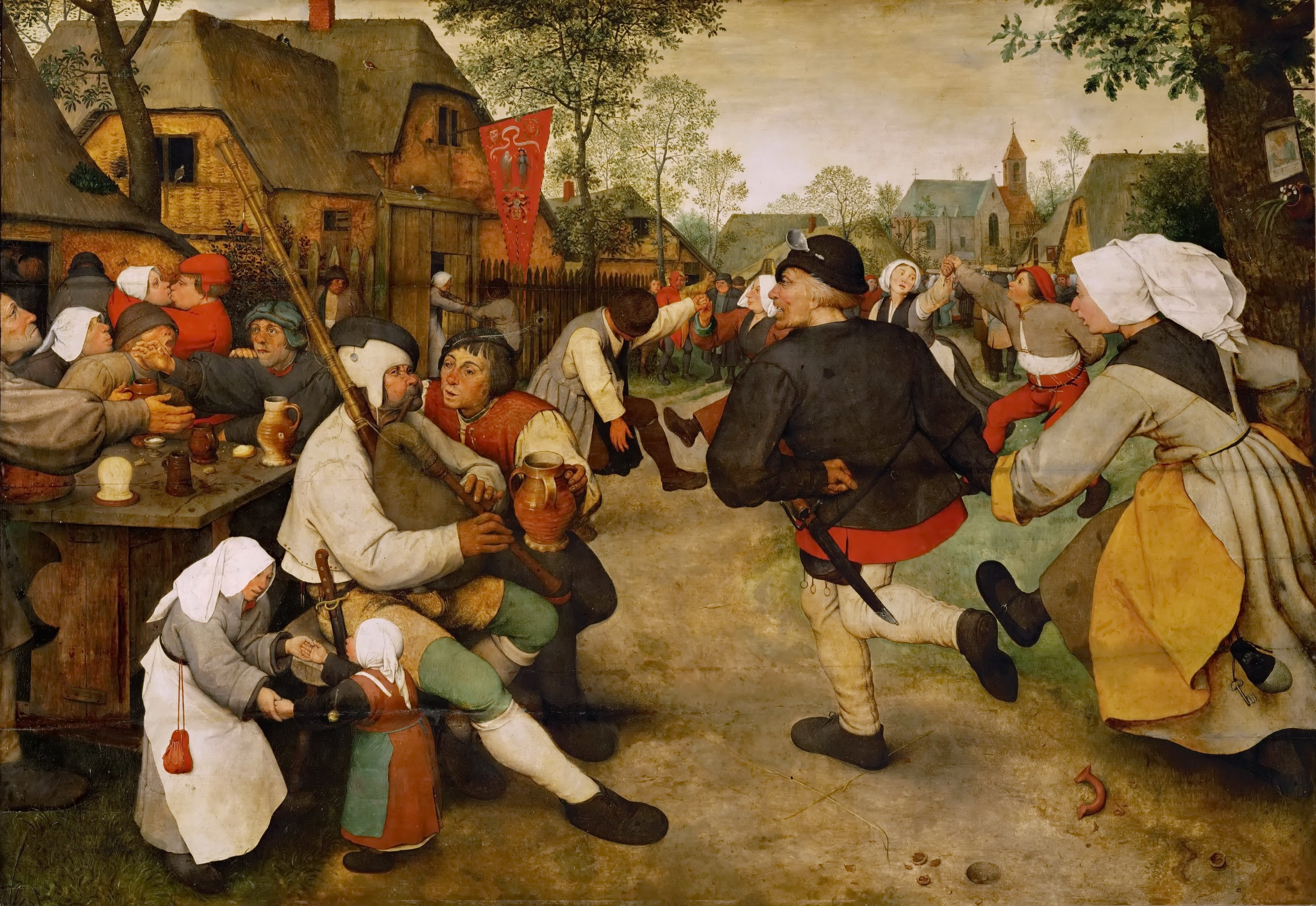
Pieter Bruegel Starszy, Zabawa ludowa, ok. 1568

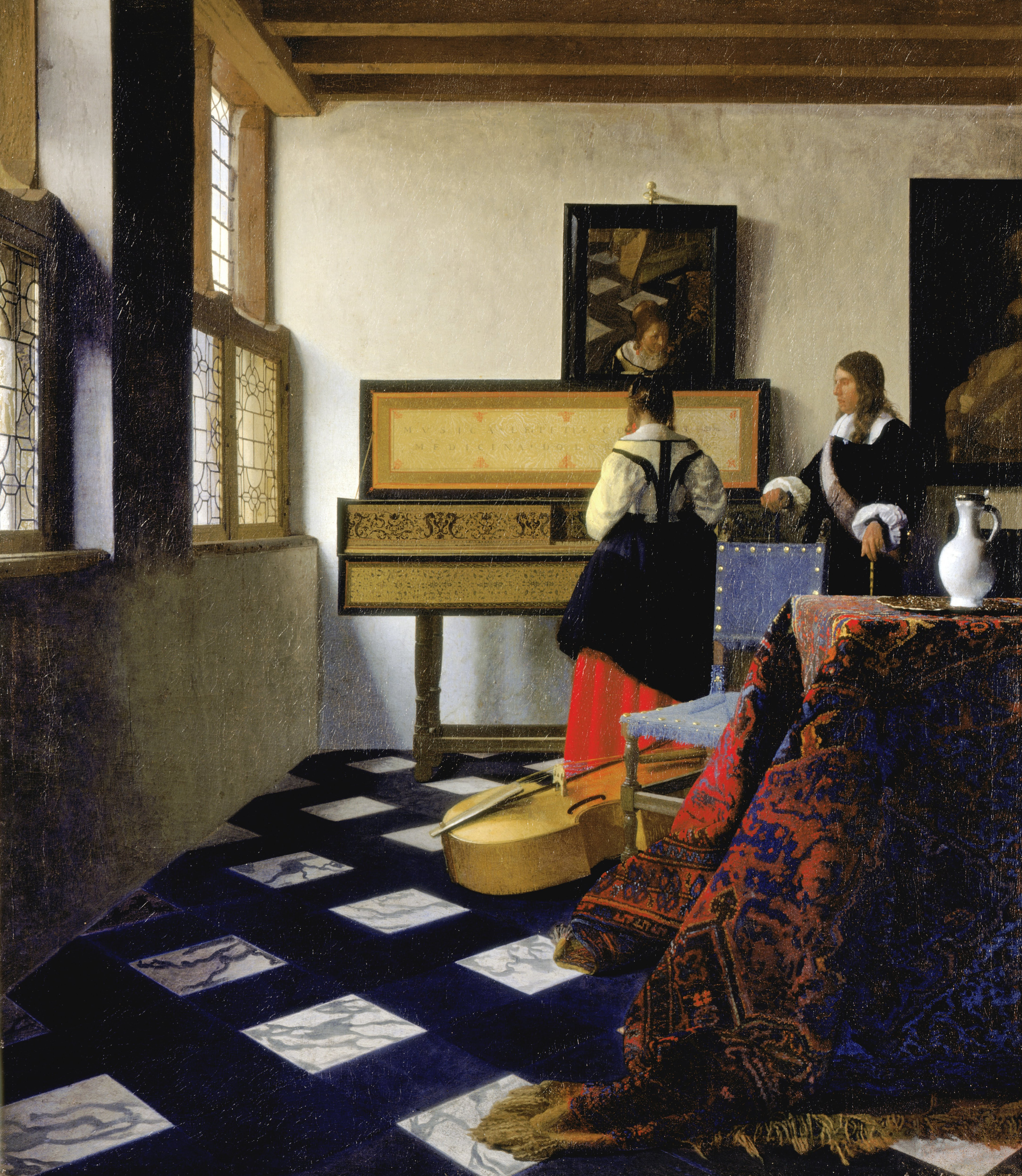
Jan Vermeer van Delft, Lekcja muzyki, 1662

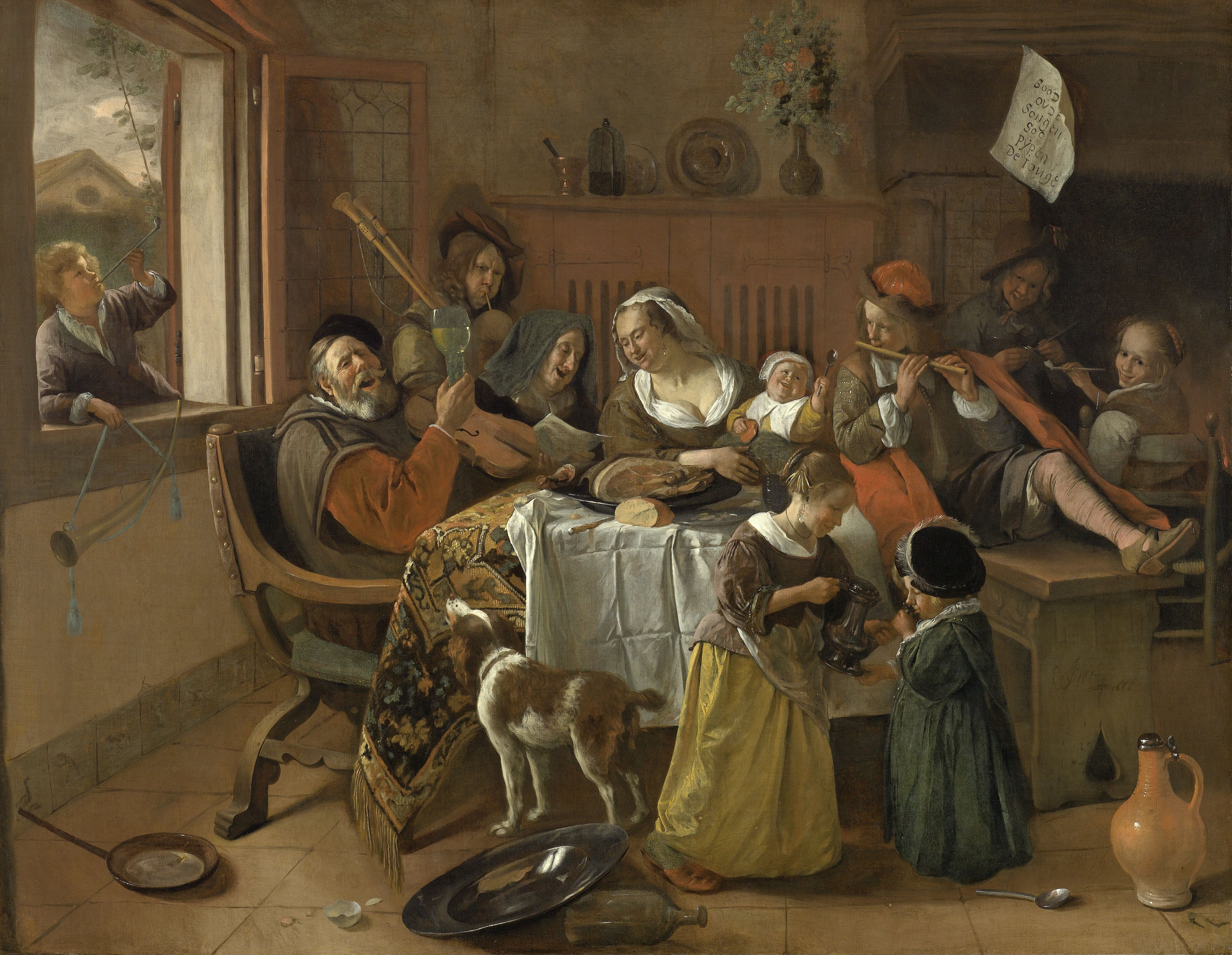
Jan Steen, Wesoła rodzina

Malarstwo rodzajowe (fr. peinture de genre) – odrębny gatunek malarski, który wyróżnia tematyka związana z życiem codziennym, obyczajami, obrzędami, pracą, wypoczynkiem i zabawą. W przeciwieństwie do portretu indywidualnego czy zbiorowego, w scenach rodzajowych bohaterami są zwykle anonimowe osoby, przedstawiane bez upiększeń i idealizacji, podczas wykonywania zwykłych czynności.
Malarstwo rodzajowe znane było już w starożytności (freski, mozaiki, malowidła na wazach greckich i etruskich) oraz w średniowieczu (miniatury).
W malarstwie renesansu włoskiego i francuskiego tematy rodzajowe podejmowano bardzo rzadko.
Jako odrębny gatunek rozwinęło się w XVI w. (Pieter Bruegel). W okresie baroku było uprawiane zwłaszcza we Flandrii i Holandii (Cornelis Bega, Quirijn van Brekelenkam, Adriaen Brouwer, Willem Pieterszoon Buytewech, Pieter Codde, Joos van Craesbeeck, Aelbert Cuyp, Gerard Dou, Joost Cornelisz. Droochsloot, Jacob Duck, Cornelis Dusart, Willem Cornelisz Duyster, Dirck Hals, Pieter de Hooch, Nicolaes Maes, Cornelis de Man, Gabriël Metsu, Frans van Mieris Starszy, Jan Miense Molenaer, Matthijs Naiveu, Caspar Netscher, Jacob Ochtervelt, Adriaen van Ostade, Jan Steen, Hendrick Martensz. Sorgh, Gerard Terborch, Jacob Toorenvliet, Jan Verkolje, Jan Vermeer, David Vinckboons). Rozprzestrzeniło się też w innych krajach Europy (np. Diego Velázquez w Hiszpanii, bracia Le Nain we Francji).
W XVIII w. wystąpiło w dwóch odmianach: jako sceny ogrodowe i sielankowe (np. François Boucher, Jean-Honoré Fragonard, Antoine Watteau we Francji) lub sceny moralizatorskie (np. William Hogarth w Anglii).
Szczyt popularności osiągnęło w drugiej połowie XIX w. (realizm, impresjonizm, postimpresjonizm, pieriedwiżnicy).
W Polsce malarstwo rodzajowe uprawiali m.in.: Józef Chełmoński, Aleksander Gierymski, Maksymilian Gierymski, Juliusz Kossak, Wojciech Kossak, Franciszek Kostrzewski, Piotr Michałowski, Jan Piotr Norblin, Leon Wyczółkowski.